# Recensio.net
Recensio.net — многоязычная платформа рецензий исторических трудов, направленная на изучение истории Европы. Созданная в январе 2011 года платформа поддерживается Германским историческим институтом в Париже (DHIP), Баварской государственной библиотекой в Мюнхене (BSB), Институтом европейской истории в Майнце (IEG). Фокус платформы направлен на публикации, выходящие в Европе на темы европейской истории. Доступные языки интерфейса платформы — английский, немецкий и французский, в то время как рецензии могут быть написаны на всех языках Европы.

## Kонцепция
Цель проекта — облегчить научную дискуссию среди европейских историков путём размещения на платформе рецензий на научные труды по истории Европы. Recensio.net придерживается принципа свободного доступа и публикует материалы в полном объёме для свободного некоммерческого использования. Баварская государственная библиотека снабжает обзоры метаданными из своего каталога и хранит их в архиве.
Все журналы, сотрудничающие с проектом, работают независимо друг от друга. Авторы исторических и научных текстов также могут представить основные тезисы публикаций. Пользователи платформы могут комментировать рецензии и тем самым участвовать в обсуждении актуальных вопросов исторических исследований.
На май 2025 года на странице более пятидесяти исторических журналов.

## Организация учреждений
Recensio.net является совместным проектом Баварской государственной библиотеки, Германского исторического института в Париже и Института европейской истории в Майнце. Редакция расположена в Центре электронных публикаций Баварской государственной библиотеки.
Платформа существует с января 2011 года и была в первый раз представлена научной общественности на международной конференции «Научная коммуникация в цифровую эпоху».